# 普鲁士多特蒙德二队
多特蒙德二队（德語：Borussia Dortmund II）是德国多特蒙德的预备队，目前参加德国足球丙级联赛。其主场设于可容纳9,999人的红土地体育场。